# Paradela de Arriba
Paradela de Arriba es una localidad del municipio leonés de Toral de los Vados, en la Comunidad Autónoma de Castilla y León. 

## Localidades limítrofes
Confina con las siguientes localidades:
- Al noreste con Toral de los Vados, Penedelo y Paradela del Río.
- Al sureste con Peón.
- Al suroeste con Requejo.

## Demografía
Evolución de la población
| Gráfica de evolución demográfica de Paradela de Arriba entre 2000 y 2017 |
|                                                                          |
| Población de derecho (2000-2017) según el padrón municipal del INE       |